# Цебрівка
Цебрівка — річка в Україні, у Тернопільському районі Тернопільської області. Права притока Нестерівки (басейн Дністра). 
Річка невелика за розмірами, повноводністю та довжиною ( приблизно 8 км).
Бере початок із джерела, що на північний захід від села Цебрів, від чого і походить назва села. Спершу її води впадають у річку Нестерівка, з нею в річку Серет, а далі — в Дністер та в Чорне море.